# Sanday

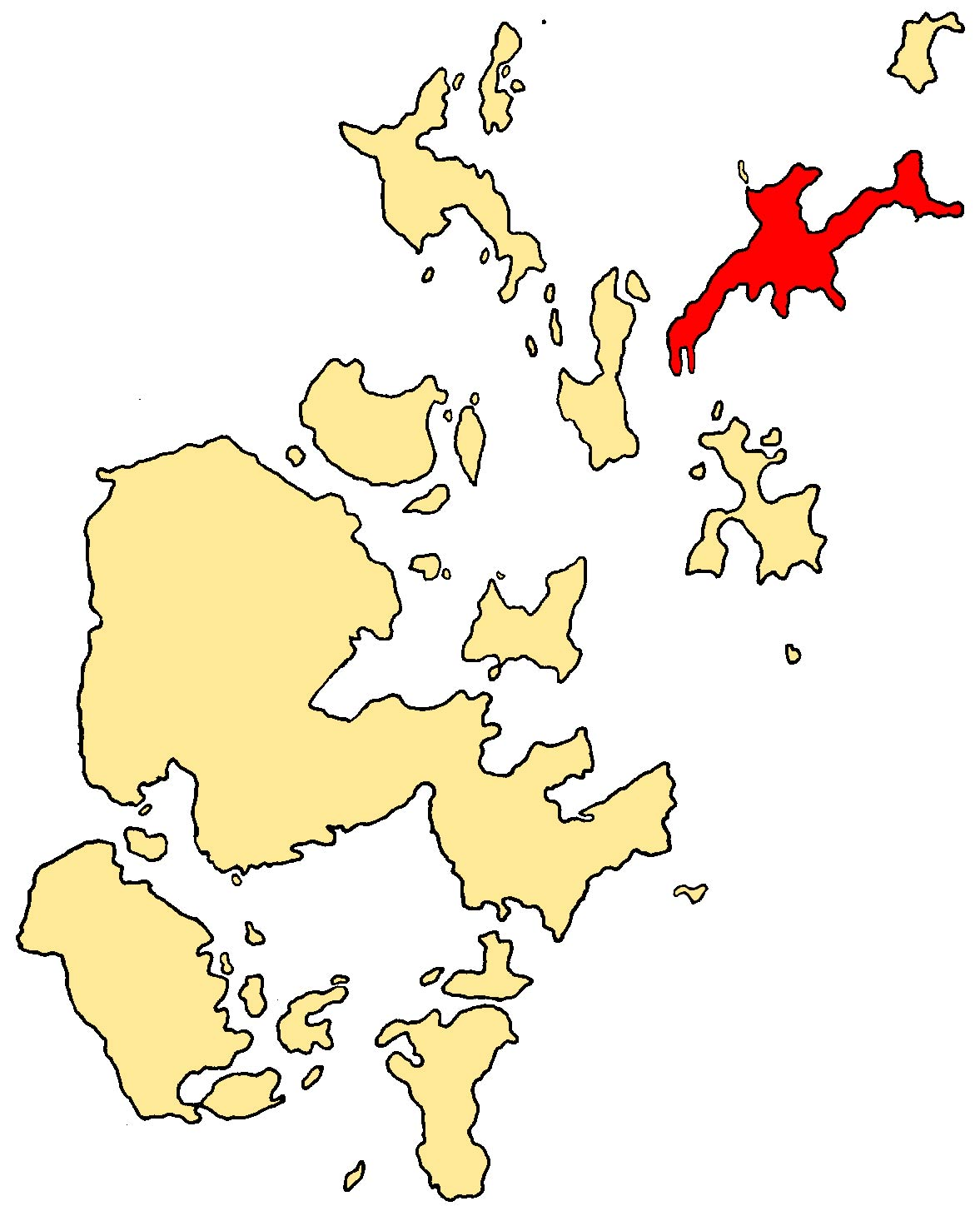
Sandays placering i ögruppen är markerat med rött.

Sanday är en av de 20 bebodda öarna som utgör den skotska ögruppen Orkneyöarna. Ön är ca 50 km² stor.
Sanday har fått sitt namn efter öns många sandstränder och här finns många sälar och uttrar.
Öns tätorter är Lady Village och Kettletoft. Sanday har färj- och flygförbindelse med Kirkwall på Mainland.